# Heinrich Hildebrand von Einsiedel (Geheimrat, 1658)

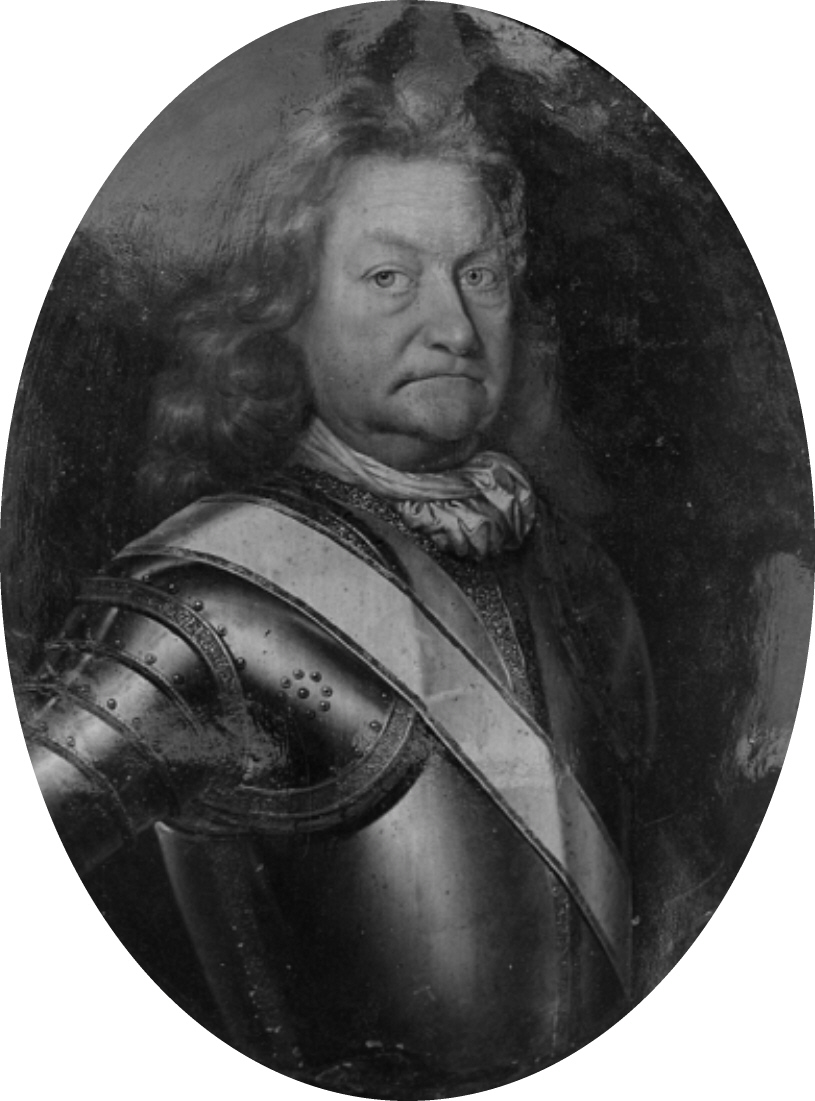
Heinrich Hildebrand von Einsiedel

Heinrich Hildebrand von Einsiedel (* 7. Januar 1658 auf Burg Scharfenstein; † 19. April 1731 in Altenburg) war ein fürstlich-sächsischer Geheimer Rat und Kanzler, Oberhofrichter und Obersteuereinnehmer sowie Propst zu Altenburg.
Heinrich Hildebrand gehörte dem Adelsgeschlecht Einsiedel an und war durch Geburt Herr auf Scharfenstein, Wolkenburg und Löbichau.
Er bekleidete in Sachsen-Altenburg die Ämter eines Geheimen Rats, des Oberhofrichters und des Obersteuereinnehmers. Von 1705 an bis zu seinem Tode war er Kanzler und Propst zu Altenburg.
Verheiratet war Heinrich Hildebrand von Einsiedel mit Anna Sophia von Ponickau und danach mit seiner Amtskollegin,  der Pröpstin Charlotte Justine geb. von Friesen, Tochter des Freiherrn Carl von Friesen.
1684 erwarb er von Georg Friedrich von Schönberg das Vorwerk und Dorf Hohenkirchen, das er zu einem Mannlehnrittergut umwandelte.
Er hinterließ als einzigen Sohn und Lehnserben Friedrich Heinrich von Einsiedel († 1739).